# Серебренников, Николай Семёнович
Николай Семёнович Серебренников (пол. Mikołaj Serebrennikow, 21 сентября 1873, Острув, Ломжинская губерния, Царство Польское, Российская империя — 1951, Варшава, Польша) — русский купец, польский общественный деятель, депутат Сейма 1 Созыва (1922—1927) Польской Республики.

## Биография
Родился в 1873 году в деревне Островы Ломжинского повята в старообрядческой семье Семёна (Шимона) и Мирии Серебренниковых. После получения юридического образования занимался общественной и политической деятельностью.
В 1922 году был избран в Сейм 1 Созыва от списка Блока национальных меньшинств. В Сейме был единственным представителем партии «Русское национальное единство». Во время парламентских дебатов протестовал против разрушения Александро-Невского собора в Варшаве.
30 июля 1926 года направил запрос Министру Внутренних дел и Справедливости по поводу конфискации тиража еженедельной газеты «Русской голос», которая выходила во Львове.
С 1926 года занимался издательским делом и имел собственный книжный магазин «Rossica» в Варшаве.
В 1928 году был делегатом русского меньшинства от Русского национального единства на Конгрессе национальных меньшинств в Женеве. Заседал в Украинско-Белорусском Клубе сеймовом.
В 1948 году посетил Москву в составе делегации Польской православной церкви.

## Источник
- Polski Słownik Biograficzny, т. XXXVI, 1995—1996, стр. 299—300
- Kto był kim w II Rzeczypospolitej, red. Jacek Majchrowski, Warszawa 1994, стр. 424